# Abadía del Tepeyac

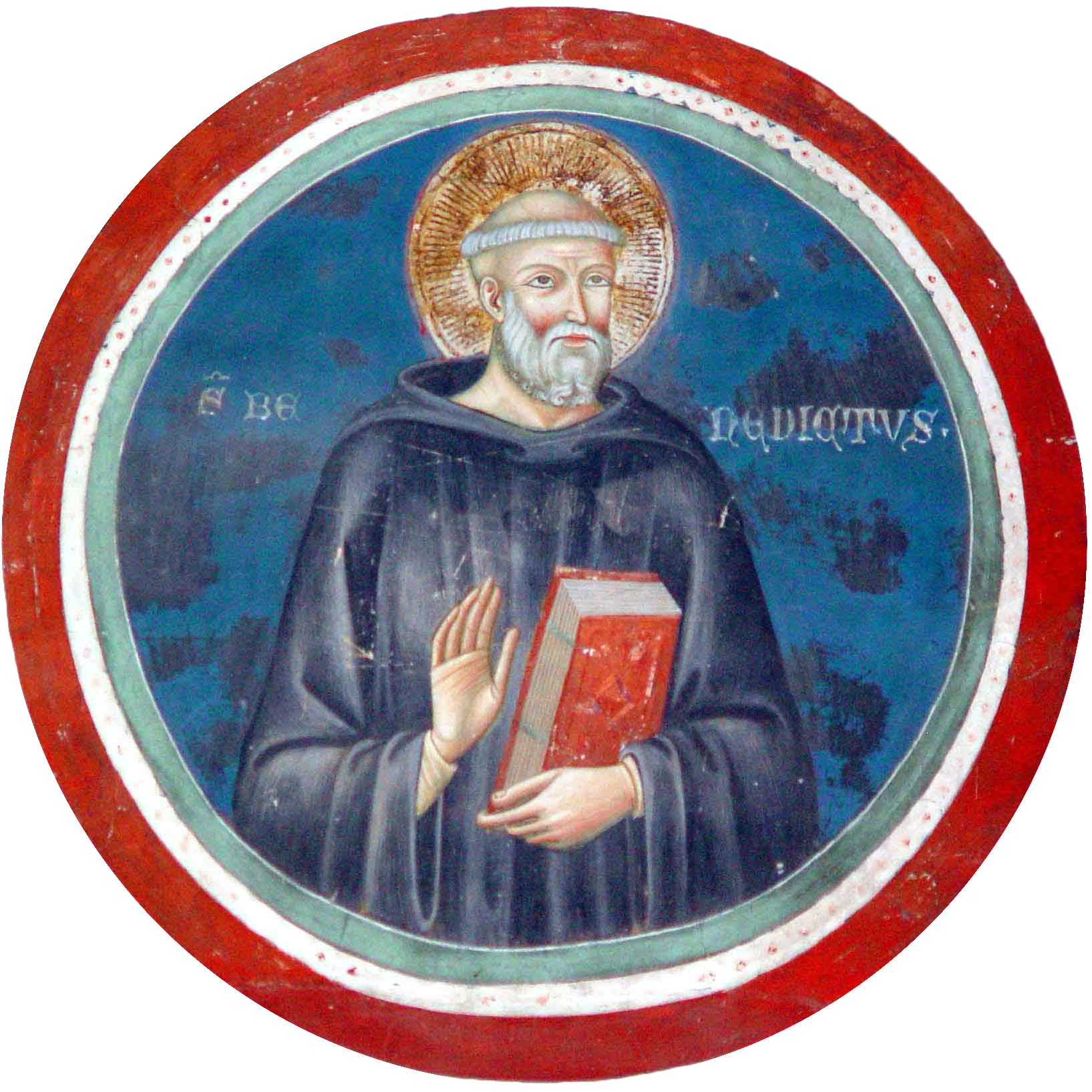
Benedicto de Nursia.

La Abadía del Tepeyac, es una abadía benedictina mexicana.

## Historia
Los monjes de la Abadía de Saint John, en Collegeville, Minesota, llegaron a México con la finalidad de servir al pueblo de Dios que peregrina en México colaborando con formación de los hombres y mujeres de este país y en los ministerios de la iglesia local. Estos monjes estadounidenses fundaron primero en la colonia Lindavista, al norte de la Ciudad de México un colegio mixto que, al crecer, hubo de transformarse en el Colegio Guadalupe (para mujeres) y el Colegio del Tepeyac (para varones).
Posteriormente los monjes fundaron el Centro Escolar del Lago (Lago de Guadalupe, Edo. de Mex.) y el Monasterio Benedictino del Tepeyac, que con el paso de los años se convertiría en la Abadía del Tepeyac.
Para fortalecer a la naciente comunidad monástica, los monjes de la Iglesia de San Rafael, quienes provenían de la Abadía de Santo Domingo de Silos, en España y habían fundado esta capilla en Ciudad de México se les unieron para formar a una sola comunidad.

## Vida monacal
Los monjes de la Abadía del Tepeyac son hombres llamados a vivir la vocación cenobita, se reúnen cuatro veces al día en la Iglesia para celebrar la Liturgia de las Horas y la Eucaristía.

## Actualidad
Actualmente, el monasterio alberga una comunidad de 30 monjes que tienen un rango de edad entre los 18 y 95 años, una gran diversidad personas, orígenes y costumbres, unidos por el amor y seguimiento a Cristo bajo los preceptos de la Regla de San Benito.